# Вила рустика у Кривељу
Вила рустика у Кривељу припада типу рустикалних вила које су подизане ван насељених места, на повољним проширењима у токовима река. Сврстава се у грађевине са централном просторијом која има апсидални завршетак.
Становништво које је живело у оваквим објектима, првенствено се бавило пољопривредом, тако да је, највероватније, пољопривредним производима опслуживало околне руднике, на шта указују бројни налази пољопривредних алатки и култура(гвоздени српови, косири, крампови, брусеви за оштрење алата, угљенисана житарица. Систематска археолошка истраживања на овом налазишту које носи име Старо гробље обављена су 1977. и 1978. године, пре отварања рудника Велики Кривељ, недалеко од Бора.
Данас ова вила више не постоји, јер је уништена радом поменутог рудника.